# Rolf Momburg
Rolf Momburg (* 9. Dezember 1928 in Wesel; † 26. Oktober 2001 in Minden) war ein deutscher Verwaltungsjurist und Oberkreisdirektor des Kreises Minden-Lübbecke.

## Leben
Momburg wurde in Wesel geboren. 1947 legte er in seiner Geburtsstadt das Abitur ab, nachdem er zuvor von 1944 bis 1945 zum Kriegseinsatz berufen worden war. Von 1948 bis 1953 studierte er Rechts- und Staatswissenschaften an den Universitäten Münster, Madrid und Bonn.
Momburg absolvierte das 1. und 2. juristische Staatsexamen und wurde am 14. November 1958 an der Rechts- und staatswissenschaftlichen Fakultät der Universität Münster zum Dr. jur. promoviert.
Vom 1. Oktober 1967 bis zur Auflösung am 31. Dezember 1972 war er Oberkreisdirektor des Kreises Lübbecke. Nach der Zusammenlegung der Kreises Lübbecke und des Kreis Minden wurde er 1973 zunächst Kreisdirektor und von 1974 bis 1993 Oberkreisdirektor des neugebildeten Kreises Minden-Lübbecke. Momburg war zudem als Aufsichtsratsvorsitzender bzw. Aufsichtsratsmitglied in gemeinnützigen Wohnungsunternehmen und kommunalen Gesellschaften tätig.
Er war Mitbegründer der 1987 gegründeten Deutschen Gesellschaft für Mühlenkunde und Mühlenerhaltung und beförderte als Oberkreisdirektor die Idee der Westfälischen Mühlenstraße, die der Heimatpfleger Wilhelm Brehpohl initiiert hat. Zwölf Jahre lang war er Vorsitzender der Deutschen Gesellschaft für Mühlenkunde und Mühlenerhaltung, seit 1999 Ehrenvorsitzender.
Nach seinem Eintritt in den Ruhestand im Jahr 1993 verfasste er drei Bücher zur Geschichte von Handwerk und Gewerbe im Raum Minden-Lübbecke.
Rolf Momburg war evangelisch, ab 1955 mit Ingrid Momburg, geborene Martens, verheiratet und hatte drei drei Kinder (Frank, Claus und Christian).

## Schriften
- Der Widerruf von Verwaltungsakten im spanischen Recht. Dissertation Münster 1958.
- Die Zigarrenmacher. Aus der Geschichte der Zigarrenindustrie im Minden-Lübbecker Land von 1830 bis zur Gegenwart. (Beiträge zur Wirtschafts- und Sozialgeschichte des Minden-Lübbecker Landes, Band 1). 1996.
- Spinner – Weber – Kleidermacher. Das Textil- und Bekleidungsgewerbe im Minden-Lübbecker Land und seiner Umgebung. (Beiträge zur Wirtschafts- und Sozialgeschichte des Minden-Lübbecker Landes, Band 2). 1998.
- Ziegeleien überall: Die Entwicklung des Ziegeleiwesens im Minden-Lübbecker Land und in der angrenzenden Nachbarschaft. (Mindener Beiträge zur Volkskunde des ehemaligen Fürstentums Minden, Band 28; Beiträge zur Wirtschafts- und Sozialgeschichte des Minden-Lübbecker Landes, Band 3) 2000.